# Aquilonia (Italia)
Aquilonia (Carbonara fino al 1863, Carunàr in dialetto locale) è un comune italiano di 1 393 abitanti della provincia di Avellino in Campania.

## Origini del nome
La cittadina, di origine medievale, ha cambiato nome più volte durante la sua storia.
Fino al 1861 si chiamava Carbonara, forse non, come la vulgata riferisce, per via dell'attività principale degli abitanti, che sarebbe stata la produzione del carbone vegetale, ma probabilmente per la presenza nel suo territorio di particolare tipo di pietra scistica che ardeva senza consumarsi.
Assunse il nome di Aquilonia dopo l'Unità d'Italia, nel 1861, per volontà politica dell'amministrazione liberale del tempo. Nel 1860, infatti, il paese di Carbonara aveva conosciuto una cruenta sommossa popolare filoborbonica contro l'Unità italiana che culminò con l'uccisione di nove persone e nel 1861 venne conquistata dai briganti di Carmine Crocco. Per cancellare la macchia antiunitaria della storia del piccolo centro irpino, si chiese e si ottenne di cambiare nome al paese. Il centro assunse allora quello di Aquilonia in omaggio alla tradizione erudita locale che, sulla base di alcune ipotesi del XVI secolo, identificava il piccolo centro di Carbonara con l'Aquilonia degli Irpini (corrispondente in realtà alla moderna Lacedonia), quest'ultima a sua volta confusa con l'Aquilonia dei Pentri (anch'essa da localizzarsi in tutt'altro territorio) celebre per la battaglia tra Sanniti e Romani. Il nome originario e storico del paese è comunque rammentato nello stemma civico ove è inserita la scritta Olim mihi fuit nomen Carbonara.

## Storia
Nel quadriennio 1743-46 il suo territorio fu soggetto alla giurisdizione del regio consolato di commercio di Ariano, nell'ambito della provincia di Principato Ultra.
Dopo il terremoto del Vulture del 23 luglio 1930, il paese è stato completamente ricostruito in un luogo più alto rispetto alla locazione originale. Il vecchio centro abitato è stato definitivamente abbandonato nel dopoguerra. Ne restano poche rovine, oggetto di studio e di recupero.

### Simboli
Lo stemma e il gonfalone sono stati concessi con decreto del presidente della Repubblica del 25 marzo 1998.
Il gonfalone è un drappo di giallo.

## Monumenti e luoghi d'interesse

### Architetture religiose

#### Badia di San Vito
Dedicata al patrono San Vito, fu costruita probabilmente tra il XIV e il XV secolo nel luogo in cui si trovava un antico monastero dedicato a San Leonardo; in stile romanico, presenta una facciata a capanna e un imponente campanile a tre livelli inglobato alla struttura. A causa dei rimaneggiamenti e delle modifiche fatte ne corso dei secoli, sono state perduti gli elementi più antichi della struttura.
Nelle sue vicinanze troneggia un quercia plurisecolare, di specie roverella, detta "quercia di San Vito", facente parte del catalogo dei alberi monumentali della regione Campania. Secondo la leggenda, non è possibile tagliare l'albero perché strumenti come accette rimarrebbero incastrati nel tronco e i rami inizierebbero a "piangere" lacrime di sangue: per questo motivo la popolazione locale lo considera un albero protetto da San Vito.
Altri edifici religiosi presenti sono:
- Chiesa Madre di Santa Maria Maggiore, risalente agli anni '50, è sede dell'omonima parrocchia;
- Chiesa di San Giovanni, risalente agli anni '30, è stato il primo edificio religioso ad essere stato costruito nel nuovo centro abitato a seguito del terremoto del 1930
- Chiesa dell'Immacolata
- Ruderi della Chiesa della Maddalena

### Siti archeologici
All'interno del territorio comunale ricade il parco archeologico di Carbonara, che conserva i resti del vecchio centro abitato distrutto nel 1930, memoria storica di tutti gli Aquiloniesi: presenta intatto l'originario tracciato urbano e i resti di numerosi edifici, come chiese e palazzi, alcuni dei quali completamente restaurati come palazzo Vitale e il palazzo di Borgo Croce, che ospita il Museo delle città itineranti. A seguito del completo recupero dell'area, annualmente vengono ospitati anche eventi e manifestazioni.

A poche centinaia di metri dal sito archeologico, sorge l'antica fontana lavatoio, detta oggi fontana del paese vecchio, risalente al 1792, che serviva al paese non solo per il lavaggio degli indumenti o per l'uso quotidiano in casa, ma anche come abbeveratoio per il bestiame. 

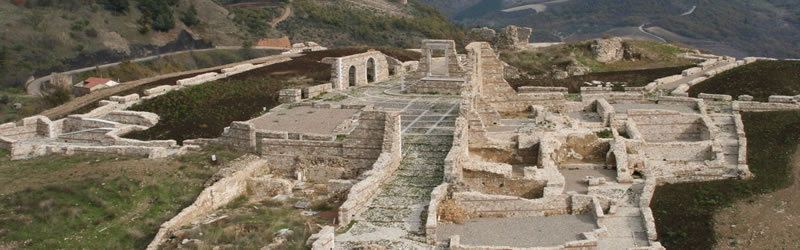
Il parco archeologico

### Aree naturali
Di notevole interesse naturalistico, a circa 3 km dal centro abitato, è il Lago di San Pietro o Aquilaverde, così chiamato perché compreso nei territori di Aquilonia, Monteverde e Lacedonia, nato dallo sbarramento del torrente Osento, affluente del fiume Ofanto. Importanti la flora e la fauna tipicamente acquatica nonché una ricca varietà di pesci d'acqua dolce: trote, persici, cavedani, alborelle e anguille.

### Fontane
Oltre alla fontana del vecchio centro abitato, sono presenti su territorio numerose fonti di acqua: come il resto dell'Irpinia, anche Aquilonia ne è molto ricca:
- Fontana di San Vito, a circa 150 metri dalla badia;
- Fontana di Pozzo Monticchio, ubicata a 4 km dal centro abitato;
- Fontana Senna;
- Lu Pisciolo del Monaco;
- Fontana dell'Angelo;
- Fontana Teglia.

## Società

### Evoluzione demografica
Abitanti censiti

### Etnie e minoranze straniere
Al 31 dicembre 2018 risultano residenti sul territorio comunale 59 cittadini stranieri.

### Tradizioni e folclore

#### San Vito Martire
I festeggiamenti in onore del patrono San Vito si svolgono ogni anno dal 14 al 16 giugno e sono anticipati dalla festa del 9 maggio (San Vito "piccolo"). I tre giorni si aprono con la fiera intercomunale del 14 giugno, mentre durante i due giorni successivi si svolgono due processioni in onore del santo: la prima, il 15 giugno, dalla chiesa principale fino alla Badia di San Vito, fuori dal centro abitato; la seconda, il 16 giugno, per le vie principali del paese. Tutti e tre i giorni sono allietati dalla banda, da concerti ed esibizioni musicali e dalle luminarie.

#### Palio delle contrade
Il Palio delle contrade si svolge ogni anno durante il mese di agosto ed è una competizione in cui si sfidano le quattro contrade in cui è suddiviso il centro abitato: San Giovanni, Immacolata, Belvedere e Calvario. Le squadre, formate dagli abitanti di ogni contrada, si sfidano in diversi tornei e giochi, appartenenti prevalentemente alla tradizione e alla cultura popolare, come la corsa con le carrozze, consistenti in un mezzo formato da un corpo in legno e da quattro cuscinetti come ruote, senza motore o meccanismi elettrici; la corsa a tempo rappresenta la prova finale del palio.

## Cultura
- Museo etnografico "Beniamino Tartaglia". Al suo interno si trova una biblioteca con migliaia di volumi e documenti storici. Il museo raccoglie migliaia di oggetti della millenaria civiltà contadina dell'Appennino, organizzati in un percorso espositivo che ricostruisce tutti gli ambienti domestici e di lavoro.
- Museo delle città itineranti: ha sede in un palazzo completamente recuperato a seguito del terremoto del 1930 e ricade all'interno del parco archeologico di Carbonara. Presenta un'esposizione formata da documenti, foto e video che mostrano le vicende di comuni italiani che, come Aquilonia, sono stati colpiti da eventi tellurici nel corso della loro storia. [14]

## Economia

### Agricoltura
Nel territorio di Aquilonia viene prevalentemente coltivato il grano, anche in varietà antiche come il Senatore Cappelli. Viene prodotto Vino, Orzo, Mais e Zucca (trasformate secondo una particolare procedura in quelle che in dialetto sono chiamate currésce re cucózza)
La pastorizia è un'altra delle risorse del territorio (ovini - suini - bovini), si producono prodotto lattiero - caseari (mozzarelle - caciocavalli - nodini). Vengono prodotti inoltre salumi Salsiccia - Sopressata e Olio di oliva.

## Infrastrutture e trasporti

### Strade
Il comune è interessato dalla strada statale 399 di Calitri e dalla strada statale 401 dell'Alto Ofanto e del Vulture.

### Ferrovie
Il comune era servito dalla stazione di Aquilonia, sulla ferrovia Avellino-Rocchetta Sant'Antonio.

## Amministrazione
| Periodo          | Periodo        | Primo cittadino   | Partito      | Carica  | Note |
| ---------------- | -------------- | ----------------- | ------------ | ------- | ---- |
| 29 novembre 1998 | 25 maggio 2003 | Michele Di Pippa  | L'Ulivo      | sindaco |      |
| 25 maggio 2003   | 13 aprile 2008 | Angelo Coppola    | L'Ulivo      | sindaco |      |
| 13 aprile 2008   | 26 maggio 2013 | Donato Cataldo    | Lista civica | sindaco |      |
| 26 maggio 2013   | 15 maggio 2023 | Giancarlo De Vito | Lista civica | sindaco |      |
| 15 maggio 2023   | in carica      | Antonio Caputo    | Lista civica | sindaco |      |

### Gemellaggi
- Cambiano, dal 2011[16]
- Caramagna Piemonte[17]
- Montclair, dal 2017[18]

### Altre informazioni amministrative
Il territorio fa parte della Comunità montana Alta Irpinia. Il comune rientra nell'area del Progetto Pilota "Città dell'Alta Irpinia".